# Olijfrugorganist
De olijfrugorganist (Euphonia gouldi) is een vogel uit de familie der vinkachtigen.

## Kenmerken
Met de afmeting van 9.5 centimeter en een gewicht van 12 gram is de olijfrugorganist een relatief kleine zangvogel. Het uiterlijk tussen het mannetje en het vrouwtje tonen een aantal verschillen. Een volwassen mannetje heeft een glanzend olijfgroene rug en vleugels. Het voorhoofd van het mannetje is felgeel en de buik is roodbruin. Het vrouwtje is doffer van kleur en heeft in tegenstelling tot het mannetje geen geel, maar een oranje voorhoofd. De buik is minder opvallend roodbruin. Jonge exemplaren zijn donkerder en doffer van kleur. De buik heeft dezelfde olijfgroene kleur als de rug.

## Verspreiding en leefgebied
De olijfrugorganist wordt het meest aangetroffen in wetlands en regenwouden. Het vogeltje is te vinden vanaf zeeniveau tot op een hoogte van maximaal 1000 meter boven zeeniveau. Hij verblijft het liefste in de boomtoppen, op de grond is hij zelden te zien. De vogel komt voor van het zuidelijke deel van Mexico tot aan het westelijke deel van Panama.
De soort telt twee ondersoorten:
- E. g. gouldi: van zuidoostelijk Mexico tot Honduras.
- E. g. praetermissa: van zuidoostelijk Honduras tot Panama.

## Gedrag
Deze vogel leeft meestal in paartjes of in kleine groepjes en wordt vaak aangetroffen in de nabijheid van andere kleine zangvogel soorten.

## Voedsel
Het voedsel van de olijfrugorganist bestaat uit diverse soorten fruit zo nu en dan aangevuld met zaden.

## Voortplanting
Het nest van de vogel is bekervormig en heeft meestal een ingang aan de zijkant. Het nest wordt gemaakt van dunne takjes, mos, boomschors en bladeren. Het nest wordt gebouwd op een hoogte van 5 tot 15 meter in een boom. Slechts zelden bouwen ze hun nesten lager. Het vrouwtje legt 3 grauw-witte eieren met kleine bruine vlekken.

## Afbeeldingen

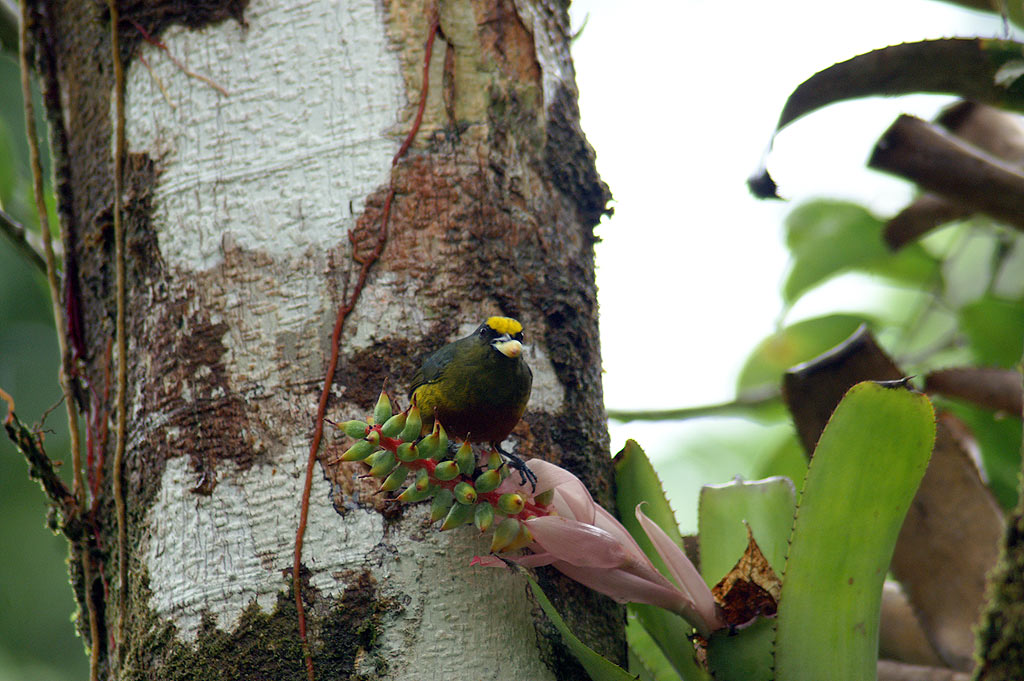
Olijfrugorganist (mannetje) in Tortuguero National Park - Costa Rica